# Stepanivka, Tomakivka
Stepanivka (în ucraineană Степанівка) este un sat în comuna Volodîmîrivka din raionul Tomakivka, regiunea Dnipropetrovsk, Ucraina.

## Demografie
Componența lingvistică a localității Stepanivka
     Ucraineană (95,21%)
     Rusă (4,79%)
Conform recensământului din 2001, majoritatea populației localității Stepanivka era vorbitoare de ucraineană (95,21%), existând în minoritate și vorbitori de rusă (4,79%).